# 卢瓦尔河地区大区公共交通
卢瓦尔河地区大区公共交通（法語：Le réseau de transports en commun régional des Pays de la Loire，商业名称为），是法国西部卢瓦尔河地区大区的城际客运系统，成立于2019年，包含区域列车、区域长途巴士和五个省级城际客运。

## 历史
根据2015年颁布的法国区域组织法，法国各省的城际客运的管理方将由省级政府划至大区政府。
卢瓦尔河地区大区公共交通成立于2019年2月27日，使用作为商业名称。

## 线路
截止2020年8月，卢瓦尔河地区大区公共交通下属以下交通系统：
- 大西洋卢瓦尔省城际客运
- 卢瓦尔河地区大区列车（法语：TER Pays de la Loire）
- 曼恩-卢瓦尔省城际客运（法语：Lignes routières Aléop en Maine-et-Loire）
- 马耶讷省城际客运（法语：Lignes routières Aléop dans la Mayenne）
- 萨尔特省城际客运（法语：Lignes routières Aléop dans la Sarthe）
- 旺代省城际客运（法语：Lignes routières Aléop dans la Vendée）

## 票价
卢瓦尔河地区大区公共交通为阶梯式票价，学生及当地居民可办理通勤卡。